# Ваљенар
Ваљенар (шп. Vallenar) је општина у Чилеу. По подацима са пописа из 2002. године број становника у месту је био 43.750.

## Демографија
| 2002.  |
| ------ |
| 43.750 |